# Кочечум
Ко̀чечум е река в Азиатската част на Русия, Среден Сибир, Красноярски край, Евенкски автономен окръг, десен, най-голям приток на река Долна Тунгуска. Дължината ѝ е 733 km, която ѝ отрежда 89-о място по дължина сред реките на Русия.
Река Кочечум води началото си от южната част на платото Путорана, на 970 m н.в., в северната част на Евенкски автономен окръг, Красноярски край. В горното си течение протича през южната част на платото Путорана, а след това, до устието си през централната част на платото Сиверма (северната част на Средносибирското плато). По цялото си протежение тече в дълбока, но широка долина, с множество прагове и бързеи, в безлюдни райони, през зоната на лесотундрата в горното течение и през сибирската тайга – в средното и долното. До устието на река Туру (ляв приток), на протежение от 570 km тече в югоизточна посока, след това, 100 km, до устието на река Тембенчи (десен приток) – в западна и последните 60 km – в южна посока. Влива се отдясно в река Долна Тунгуска, при нейния 871 km, на 127 m н.в., до село Тура, административен център на Евенкския автономен окръг, Красноярски край.
Водосборният басейн на Кочечум има площ от 96,4 хил. km2, което представлява 20,38% от водосборния басейн на река Долна Тунгуска и обхваща части от Евенкския автономен окръг, Красноярски край.
Границите на водосборния басейн на реката са следните:
- на север – водосборния басейн на река Курейка, десен приток на Енисей;
- на североизток – водосборния басейн на река Хатанга, вливаща се в море Лаптеви;
- на изток – водосборния басейн на река Лена;
- на юг, югозапад и запад – водосборните басейни на реките Ейка, Ямбукан, виви, Северная и други по-малки десни притоци на Долна Тунгуска;

Река Кочечум получава множество притоци, като 7 от тях са дължина над 100 km:
- 255 ← Ембенчиме 352 / 14500
- 244 ← Гутконгда 164 / 2250
- 229 → Корвунчана 228 / 10400
- 209 ← Сенгачангда 123 / 2300
- 163 → Туру 365 / 19500
- 60 ← Тембенчи 571 / 21600
- 36 ← Кондакан 142 / 2550

Подхранването на реката е основно дъждовно и снежно, като подземното подхранване е несъществено поради това, че целият водосборен басейн на реката попада в зоната на вечната замръзналост. Замръзва през октомври, а се размразява в края на май или началото на юни.
По течението на реката няма населени места, а само в устието ѝ е разположено село Тура, административен център на Евенкския автономен окръг в Красноярски край.